# منچستر (جورجیا)
منچستر، جورجیا (به انگلیسی: Manchester, Georgia) یک شهر در ایالات متحده آمریکا با جمعیت ۳٬۷۶۹ نفر است که در جورجیا واقع شده‌است.

## موقعیت جغرافیایی
موقعیت جغرافیایی شهرها و مناطق اطراف به شرح زیر است: